# Mission (Kansas)
Mission város az Amerikai Egyesült Államok Kansas államában, Johnson megyében. Lakosainak száma 9954 fő (2020. április 1.).

## Népesség
A település népességének változása:

| 2010 | 9 323 |
| 2020 | 9 954 |